# 可換図式

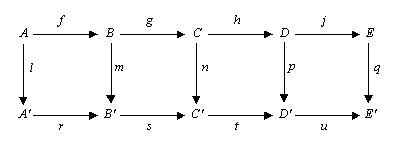
5項補題の証明で使われる可換図式

数学、特に圏論において、可換図式 (英: commutative diagram) は、対象（あるいは頂点）と射（あるいは矢、辺）の図式であって、始点と終点が同じである図式のすべての向き付きの道が合成によって同じ結果になるようなものである。可換図式は代数学において方程式が果たすような役割を圏論において果たす（Barr-Wells, Section 1.7 を参照）。
図式は可換でないかもしれない、すなわち図式の異なる道の合成は同じ結果にならないかもしれないことに注意する。明確化のために、「この可換図式」(this commutative diagram) あるいは「図式は交換する」(the diagram commutes) といったフレーズが使われる。

## 例
第一同型定理を表現する次の図式において、可換性は {\displaystyle f={\tilde {f}}\circ \pi } を意味する：
下は一般の可換正方形であり、{\displaystyle h\circ f=k\circ g} である

### 記号
代数学のテキストでは、典型的な射はいろいろな形の矢で表記できる：単射は {\displaystyle \hookrightarrow } で、全射は {\displaystyle \twoheadrightarrow } で、同型射は {\displaystyle {\overset {\sim }{\rightarrow }}} で。破線の矢は一般に、図式の残りが成り立つときにはいつでもその射が存在する、という主張を表現する。これは十分一般的でありテキストではしばしばこれらの矢の意味が説明されない。

## 可換性の証明
可換性は任意有限個の辺（1 や 2 だけも含む）の多角形に対して意味を持つ。図式が可換であるとは、すべての部分多角図式が可換ということである。

## 図式追跡
図式追跡（diagram chasing, diagram chase）とは、特にホモロジー代数において用いられる数学的証明の手法である。可換図式が与えられると、図式追跡による証明は、単射や全射あるいは完全列といった図式の性質の形式的な使用を伴う。三段論法が構成され、図式の図による表示はただの視覚的助けである。所望の元あるいは結果が構成されるか確認されると、図式の元を「追跡」することが終わる。
図式追跡による証明の例には、5項補題、スネーク補題、ジグザグ補題、9項補題の典型的な証明がある。

## 関手としての図式
圏 C における可換図式は添え字圏 J から C への関手として解釈することができる： その関手を図式 (diagram) と呼ぶ。
よりフォーマルに、可換図式は 半順序圏によって添え字図けられた図式の視覚化である：
- 添え字圏のすべての対象に対してノードを描き、
- 射の生成集合の矢を描き、
恒等写像と合成として表せる射を省き、
- 図式の可換性（2つの対象の間の写像の異なる合成が等しいこと）は半順序圏における2つの対象の間の写像の一意性に対応する。

逆に、可換図式が与えられると、それは半順序圏を定義する：
- 対象はノードであり、
- 2つの対象の間に射があることとノードの間に（向き付けられた）道があることが同値であり、
- この射は一意である（写像の任意の合成はそのドメインとターゲットによって定義される：これは可換性の公理である）という関係をもつ。

しかしながら、すべての図式が交換するわけではない（図式の概念は可換図式を真に一般化する）：最も単純には、自己準同型  ({\displaystyle f\colon X\to X}) をもったただ1つの対象の図式、あるいはイコライザの定義において用いられるように2つの平行する矢 ({\displaystyle \bullet \rightrightarrows \bullet }, つまり、{\displaystyle f,g\colon X\to Y}, ときどき 自由箙と呼ばれる）からなる図式は、交換する必要はない。さらに、図式は対象や射の数が大きい（あるいは無限！）のときはぐちゃぐちゃあるいは描くのが不可能かもしれない。